# 量子削除不可能定理
物理学では、量子情報理論の量子削除不可能定理（りょうしさくじょふかのうていり）は、任意の量子状態の2つのコピーが与えられた場合、コピーの1つを削除することは不可能であることを示すNo-go定理である。これは、任意の状態はコピーできないという量子複製不可能定理の時間反転双対である 。この定理は、多くの意味で量子状態が壊れやすいため、注目に値するようだが、特定のケースでは、それらも堅牢であると主張している。物理学者アルンK.パティとサミュエルL.ブラウンスタインはこの定理を証明した。
削除不可能定理は、複製不可能定理とともに、圏論の観点から、特にダガー対称モノイド圏としての量子力学の解釈を支えている。カテゴリカル量子力学として知られるこの定式化により、量子力学から量子情報理論の論理としての線形論理への接続が可能になる（デカルト閉圏に基づく古典論理とまったく同じ類似）。

## 量子削除の概要
未知の量子状態のコピーが 2 つあるとする。この文脈での適切な質問は、2つの同一のコピーが与えられた場合、量子力学的操作を使用してそれらのうちの1つを削除することが可能かどうかを尋ねることである。削除不可能定理は、量子力学の線形性の結果である。複製不可能定理と同様に、これは量子コンピューティング、量子情報理論、および一般的な量子力学において重要な意味を持つ。
量子削除のプロセスでは、入力ポートで任意の不明な量子状態のコピーを 2 つ取得し、元の状態と共に空白の状態を出力する。数学的には、これは次のように記述できる。
{\displaystyle U|\psi \rangle _{A}|\psi \rangle _{B}|A\rangle _{C}=|\psi \rangle _{A}|0\rangle _{B}|A'\rangle _{C}}
{\displaystyle U} はユニタリである必要のない削除操作であり(線形操作)、 {\displaystyle |\psi \rangle _{A}} は未知の量子状態、{\displaystyle |0\rangle _{B}} は空状態、 {\displaystyle |A\rangle _{C}} は削除マシンの初期状態、 {\displaystyle |A'\rangle _{C}}はマシンの最終状態。 
古典ビットは直行状態の 量子ビットと同様にコピーおよび削除できることに注意。 例えば2つの量子ビット {\displaystyle |00\rangle } と {\displaystyle |11\rangle } があるとき、これを {\displaystyle |00\rangle } と {\displaystyle |10\rangle }へ変換できる。 この場合、2つめのコピーを削除している。しかし、量子論の線型性から、任意の状態{\displaystyle |\psi \rangle }に対して削除操作を実行できる {\displaystyle U}は存在しないことがわかる。 

## 削除不可能定理の正式な主張
{\displaystyle |\psi \rangle } をヒルベルト空間上の未知の量子状態とする。その場合、次のような線形等角変換はない。
{\displaystyle |\psi \rangle _{A}|\psi \rangle _{B}|A\rangle _{C}\rightarrow |\psi \rangle _{A}|0\rangle _{B}|A'\rangle _{C}}, 

### 証明
この定理は、任意の次元のヒルベルト空間における量子状態に対して成り立つ。わかりやすくするために、2 つの同一の量子ビットの削除変換を検討する。2つの量子ビットが直交状態にある場合、削除には次が必要。
{\displaystyle |0\rangle _{A}|0\rangle _{B}|A\rangle _{C}\rightarrow |0\rangle _{A}|0\rangle _{B}|A_{0}\rangle _{C}},
{\displaystyle |1\rangle _{A}|1\rangle _{B}|A\rangle _{C}\rightarrow |1\rangle _{A}|0\rangle _{B}|A_{1}\rangle _{C}}.
{\displaystyle |\psi \rangle =\alpha |0\rangle +\beta |1\rangle } を未知の量子ビットの状態とする。もし未知の量子状態の2つのコピーを持っている時、削除変換の線形性によって 
{\displaystyle |\psi \rangle _{A}|\psi \rangle _{B}|A\rangle _{C}=[\alpha ^{2}|0\rangle _{A}|0\rangle _{B}+\beta ^{2}|1\rangle _{A}|1\rangle _{B}+\alpha \beta (|0\rangle _{A}|1\rangle _{B}+|1\rangle _{A}|0\rangle _{B})]|A\rangle _{C}}
{\displaystyle \qquad \rightarrow \alpha ^{2}|0\rangle _{A}|0\rangle _{B}|A_{0}\rangle _{C}+\beta ^{2}|1\rangle _{A}|0\rangle _{B}|A_{1}\rangle _{C}+{\sqrt {2}}\alpha \beta |\Phi \rangle _{ABC}.}
上記の式では、次の変換が使用されている。
{\displaystyle 1/{\sqrt {2}}(|0\rangle _{A}|1\rangle _{B}+|1\rangle _{A}|0\rangle _{B})|A\rangle _{C}\rightarrow |\Phi \rangle _{ABC}.}
ただし、コピーを削除できる場合は、削除マシンの出力ポートで、結合された状態は次のようになる。
{\displaystyle |\psi \rangle _{A}|0\rangle _{B}|A'\rangle _{C}=(\alpha |0\rangle _{A}|0\rangle _{B}+\beta |1\rangle _{A}|0\rangle _{B})|A'\rangle _{C}}.
一般に、これらの状態は同じではないため、マシンはコピーの削除に失敗したと言える。最終的な出力状態が同じである必要がある場合は、オプションが1つしかないことがわかる。
{\displaystyle |\Phi \rangle =1/{\sqrt {2}}(|0\rangle _{A}|0\rangle _{B}|A_{1}\rangle _{C}+|1\rangle _{A}|0\rangle _{B}|A_{0}\rangle _{C}),}
加えて
{\displaystyle |A'\rangle _{C}=\alpha |A_{0}\rangle _{C}+\beta |A_{1}\rangle _{C}.}
最終状態 {\displaystyle |A'\rangle } は {\displaystyle \alpha ,\beta } のすべての値において正規化されるが、{\displaystyle |A_{0}\rangle _{C}} と{\displaystyle |A_{1}\rangle _{C}} が直行でなければならない。これは、量子情報が単に最終状態にあることを意味する。最終状態から未知の状態は、ヒルベルト空間上の局所演算を用いて常に得ることができる。したがって、量子論の線形性は、未知の量子状態を完全に削除することを許可しない。

## 帰結
- もし未知の量子状態を削除することが可能なら、2組のEPR状態を使えば、光よりも速い信号を送ることができる。従って、削除禁止の定理に違反することは、無シグナル条件と矛盾する。
- ノー・クローン定理とノー・デリート定理は、量子情報の保存を示唆している。
- 複製禁止定理と削除禁止定理をより強力にしたものが、量子情報に永続性を与える。コピーを作成するには、宇宙のある部分から情報をインポートする必要があり、状態を削除するには、それが存在し続ける宇宙の別の部分にエクスポートする必要がある。

## 参照
- No-broadcast theorem
- No-cloning theorem
- No-communication theorem
- No-hiding theorem
- Quantum cloning
- Quantum entanglement
- Quantum information
- Quantum teleportation
- Uncertainty principle